# Неккарциммерн
Неккарциммерн (нем. Neckarzimmern) — община в Германии, в земле Баден-Вюртемберг.
Подчиняется административному округу Карлсруэ. Входит в состав района Неккар-Оденвальд. Население составляет 1531 человек (на 31 декабря 2010 года). Занимает площадь 8,18 км².